# Nercely Soto
Nercely Desirée Soto Soto (Caja Seca, 23 agosto 1990) è una velocista venezuelana.

## Biografia
Nata nello stato di Zulia, Soto inizia a disputare le prime gare agonistiche a livello internazionale nel 2009. Tra i suoi traguardi vi sono la partecipazione a due edizioni consecutive dei Giochi olimpici a Londra 2012 e a Rio de Janeiro 2016 e la qualificazione ai Mondiali di Pechino.  Maggiori sono stati i risultati ottenuti in ambito regionale come le medaglie collezionate ai Giochi sudamericani o ai Campionati sudamericani.
Soto è stata parte del team dell'ASA College di Miami.

## Palmarès
| Anno | Manifestazione                   | Sede              | Evento      | Risultato  | Prestazione | Note                          |
| ---- | -------------------------------- | ----------------- | ----------- | ---------- | ----------- | ----------------------------- |
| 2009 | Giochi bolivariani               | Sucre             | 4×100 m     | Argento    | 44"98       |                               |
| 2009 | Campionati sudamericani juniores | San Paolo         | 100 m piani | Batteria   | 12"62       |                               |
| 2009 | Campionati sudamericani juniores | San Paolo         | 200 m piani | 6ª         | 25"20       |                               |
| 2011 | Giochi dell'ALBA                 | Barquisimeto      | 100 m piani | 5ª         | 12"36       |                               |
| 2011 | Giochi dell'ALBA                 | Barquisimeto      | 200 m piani | 5ª         | 24"48       |                               |
| 2012 | Campionati ibero-americani       | Barquisimeto      | 100 m piani | Batteria   | 12"07       |                               |
| 2012 | Campionati ibero-americani       | Barquisimeto      | 200 m piani | 4ª         | 23"30       |                               |
| 2012 | Campionati ibero-americani       | Barquisimeto      | 4×100 m     | 4ª         | 44"81       |                               |
| 2012 | Campionati ibero-americani       | Barquisimeto      | 4×400 m     | 4ª         | 3'38"99     |                               |
| 2012 | Campionati sudamericani U23      | San Paolo         | 200 m piani | Oro        | 23"40       |                               |
| 2012 | Campionati sudamericani U23      | San Paolo         | 400 m piani | Argento    | 53"45       |                               |
| 2012 | Campionati sudamericani U23      | San Paolo         | 4×100 m     | 4ª         | 46"61       |                               |
| 2012 | Campionati sudamericani U23      | San Paolo         | 4×400 m     | dnf        | dnf         |                               |
| 2012 | Giochi olimpici                  | Londra            | 200 m piani | Batteria   | 23"54       |                               |
| 2013 | Campionati sudamericani          | Cartagena         | 200 m piani | Argento    | 23"05       |                               |
| 2013 | Campionati sudamericani          | Cartagena         | 400 m piani | Argento    | 53"96       |                               |
| 2013 | Campionati sudamericani          | Cartagena         | 4×100 m     | Bronzo     | 45"44       |                               |
| 2013 | Campionati sudamericani          | Cartagena         | 4×400 m     | 4ª         | 3'46"25     |                               |
| 2013 | Giochi bolivariani               | Trujillo          | 100 m piani | Oro        | 23.46       |                               |
| 2013 | Giochi bolivariani               | Trujillo          | 200 m piani | Oro        | 51"94       |                               |
| 2013 | Giochi bolivariani               | Trujillo          | 4×100 m     | Argento    | 44"16       |                               |
| 2014 | Giochi sudamericani              | Santiago del Cile | 200 m piani | Oro        | 23"25       |                               |
| 2014 | Giochi sudamericani              | Santiago del Cile | 400 m piani | Argento    | 52"30       |                               |
| 2014 | Giochi sudamericani              | Santiago del Cile | 4×100 m     | Oro        | 45"08       |                               |
| 2014 | Giochi sudamericani              | Santiago del Cile | 4×400 m     | 4ª         | 3'44"20     |                               |
| 2014 | Giochi CAC                       | Veracruz          | 200 m piani | Oro        | 23"14       |                               |
| 2014 | Giochi CAC                       | Veracruz          | 400 m piani | 4ª         | 53"06       | Miglior prestazione personale |
| 2014 | Giochi CAC                       | Veracruz          | 4×100 m     | Oro        | 43"53       |                               |
| 2014 | Giochi CAC                       | Veracruz          | 4×400 m     | 4ª         | 3'39"08     |                               |
| 2015 | Campionati sudamericani          | Lima              | 200 m piani | Oro        | 23"15       |                               |
| 2015 | Campionati sudamericani          | Lima              | 400 m piani | Argento    | 54"38       |                               |
| 2015 | Campionati sudamericani          | Lima              | 4×100 m     | Oro        | 44"28       |                               |
| 2015 | Campionati sudamericani          | Lima              | 4×400 m     | Argento    | 3'37"05     |                               |
| 2015 | Giochi panamericani              | Toronto           | 200 m piani | Semifinale | 23"06       |                               |
| 2015 | Giochi panamericani              | Toronto           | 400 m piani | Semifinale | 54"24       |                               |
| 2015 | Giochi panamericani              | Toronto           | 4×100 m     | 5ª         | 44"13       |                               |
| 2015 | Giochi panamericani              | Toronto           | 4×400 m     | Semifinale | 3'39"01     |                               |
| 2015 | Mondiali                         | Pechino           | 200 m piani | Batteria   | 23"16       |                               |
| 2016 | Campionati ibero-americani       | Rio de Janeiro    | 200 m piani | Oro        | 22"95       |                               |
| 2016 | Campionati ibero-americani       | Rio de Janeiro    | 4×100 m     | Bronzo     | 43"94       |                               |
| 2016 | Giochi olimpici                  | Rio de Janeiro    | 200 m piani | Semifinale | 22"88       |                               |
| 2017 | Campionati sudamericani          | Asunción          | 200 m piani | 4ª         | 23"06       |                               |
| 2017 | Campionati sudamericani          | Asunción          | 400 m piani | Batteria   | 56"32       |                               |
| 2017 | Campionati sudamericani          | Asunción          | 4×100 m     | dnf        | dnf         |                               |
| 2017 | Giochi bolivariani               | Santa Marta       | 400 m piani | Oro        | 52"43       |                               |
| 2017 | Giochi bolivariani               | Santa Marta       | 4×100 m     | Oro        | 44"15       |                               |
| 2017 | Giochi bolivariani               | Santa Marta       | 4×400 m     | Bronzo     | 3'40"81     |                               |
| 2018 | Giochi sudamericani              | Cochabamba        | 100 m piani | Finale     | dnf         |                               |
| 2018 | Giochi sudamericani              | Cochabamba        | 200 m piani | Bronzo     | 23"11       |                               |
| 2018 | Giochi sudamericani              | Cochabamba        | 4×100 m     | Oro        | 44"71       |                               |
| 2018 | Giochi CAC                       | Barranquilla      | 200 m piani | Semifinale | dq          |                               |
| 2018 | Giochi CAC                       | Barranquilla      | 4×100 m     | 6ª         | 45"71       |                               |
| 2019 | Giochi panamericani              | Lima              | 200 m piani | Batteria   | 24"67       |                               |